# Museu de Santa Maria de Lamas
O Museu de Santa Maria de Lamas (MSML), popularmente denominado por Museu da Cortiça encontra-se localizado na vila de Santa Maria de Lamas, no Município de Santa Maria da Feira.

## História e Fundação
O museu foi fundado por Henrique Alves de Amorim (1902-1977) na década de 50, que dedicou grande parte da sua vida, ao desenvolvimento de Santa Maria de Lamas, obra pela qual lhe foi atribuída a Comenda de Oficial da Ordem da Instrução Pública em 1953. Como amante da Arte que era, Henrique Amorim dedicou-se à recolha de um imenso espólio, esforço esse que culminou na fundação do museu.
A 5 de Março de 1959, inspirado pelo conterrâneo e então Ministro das Corporações Dr. Veiga de Macedo, Henrique Amorim fez doação de um vasto conjunto de bens à Casa do Povo de Santa Maria de Lamas. Entre os bens doados encontrava-se um edifício destinado a Museu, com todo o seu recheio, sito no lugar do Souto, de Santa Maria de Lamas, ao fundo do Parque, conforme consta na escritura de Doação.

## Colecções
Apelidado pelo Fundador de Domus Áurea Arquivos de Fragmentos de Arte, o Museu é constituído um espólio variado que cria um espaço museológico algo curioso. Numa mesma sala podem ser apreciadas as mais variadas obras de arte expostas sem aparente ligação técnica, temática ou cronológica. Aí está a particularidade do MSML – nesta aparente falta de lógica, existe precisamente uma "lógica" de um lugar que quer ser visto como um todo e não como um abrigo a peças.
Percorrendo as dezasseis salas que constituem o museu, irrompe um imenso espólio do qual a colecção de Arte sacra se destaca pela dimensão, qualidade e variedade tipológica das peças que a incorporam. Dentro desta encontramos diversas sub-colecções: a Imaginária, precioso legado de múltiplas épocas e estilos, reúne em simultâneo a produção proveniente das oficinas de santeiros e a produção de carácter erudito; a Talha dourada, nas suas mais diversas manifestações, assume-se enquanto suporte expositivo da Imaginária e da Pintura; a pintura, predominante ao nível dos tectos e predelas de alguns retábulos; e finalmente o Mobiliário Litúrgico que inclui um excepcional número de oratórios.

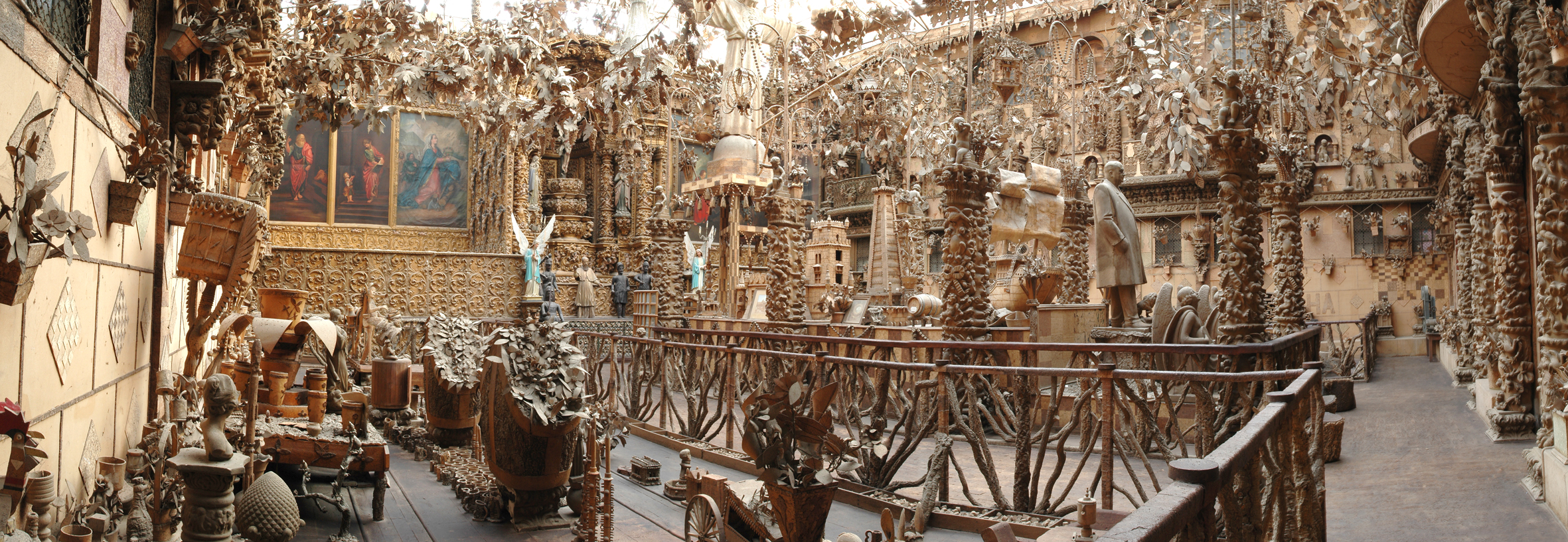
MSML: Pormenor da Sala da Cortiça

Apesar da menor dimensão, outras colecções contribuem de forma significativa para tornar este Museu tão particular no contexto da Museologia Portuguesa e, até mesmo, Europeia. Assim, encontramos a colecção de Etnografia, de Ciências Naturais, de Estatuária Portuguesa, de Cerâmica, de Mobiliário Civil, a "colecção" de "Iconografia do Fundador" e ainda uma curiosa colecção de artigos em cortiça. A indústria da cortiça pode também ser recuperada no MSML através de diversas máquinas e mecanismos que fizeram parte do seu quotidiano.
Num estado de semi-adormecimento desde o desaparecimento do seu fundador, revelava-se premente restituir a este espaço museológico a sua essência original. De facto, o MSML apresentava graves problemas de desadequação às exigências da museologia actual, desconhecimento do seu efectivo acervo, alterações substanciais à sua organização inicial, tratamentos cientificamente pouco correctos à superfície das obras, problemas diversos de conservação preventiva e, sobretudo, uma ausência de plano para a sua valorização e interpretação.
Neste sentido, com particular interesse e sentido de responsabilidade, determinou a Direcção da Casa do Povo de Santa Maria de Lamas, instituição tutelar do MSML, convocar o Departamento de Arte da Universidade Católica Portuguesa de modo a orientar o seu relançamento através de um Protocolo (Janeiro 2004). Tal projecto tinha objectivos bem concretos: avaliação e diagnóstico do espólio e condições expositivas, criação de um projecto de exposição e divulgação e implementação de acções de conservação e restauro. Tornou-se assim possível descobrir uma colecção ímpar a nível nacional, exposta num espaço museológico curioso, onde numa mesma sala é possível apreciar as mais variadas obras de arte expostas sem aparente ligação técnica, temática ou cronológica.
Findo o Protocolo (Julho 2005), foi criado um quadro técnico mínimo no MSML de modo a implementar o Plano Museológico, entretanto realizado, e cujo principal objectivo é dar continuidade às intervenções, ao relançamento e à valorização deste espaço museológico e suas colecções. Assim, o MSML abre-se a novas explorações e pesquisas que irão constituir, sem dúvida, um motivo de renovado interesse na sua visita.
Presentemente, o MSML é alvo de intervenções ao nível do piso inferior, no que respeita às salas de estatuária, ciências naturais e etnografia. A acção de reestruturação destas salas passa não só pela recuperação do espaço físico, mas também pela inventariação, estudo e reorganização expositiva das respectivas colecções. Simultaneamente, procura-se aqui resolver questões museológicas do maior interesse para as obras e para o público, como sejam a distribuição espacial, a iluminação ou os acessos adequados a pessoas com problemas de mobilidade.
Simultaneamente, no piso superior está em curso um plano de melhoramentos museológicos e museográficos. A principal alteração museológica em fase de implementação é a iluminação, que terá que ser integralmente substituída de forma a corresponder às exigências conservativas e permitir uma correcta visualização por parte do público. Relativamente às questões museográficas, procede-se presentemente à substituição das placas de conteúdos de cada sala, e ao acrescento de sinalética e legendagem específica para cada peça.
Estas alterações têm como objectivos uma melhor orientação do público no percurso expositivo e a sua maior compreensão dos conteúdos expostos. Para além disso, estão também em curso acções de conservação e restauro das obras de imaginária (colecção de Arte Sacra) e a substituição por réplicas das pinturas dos tectos da Sala 5, que se encontram num irrecuperável estado de degradação.

## Serviço Educativos
Com um papel fulcral na Educação, a descoberta das colecções museológicas apresenta-se como um momento privilegiado na ocupação dos tempos livres. Assim, as actividades e programas dos Serviços Educativos do MSML são projectados tendo em conta os seguintes objectivos:
- Formação cívica face ao património artístico;
- Sensibilização para as diversas manifestações artísticas formando novos públicos para os museus e para a cultura;
- Aproximação mais fácil e lúdica às diversas colecções do MSML.